# عادل الشرقاوی
عادل الشرقاوی (انگلیسی: Adel El-Sharkawy؛ زادهٔ ۱۹۶۶) بازیکن هندبال اهل مصر بود.